# Тапакуло північний
 Тапакуло північний (Melanopareia torquata) — вид горобцеподібних птахів родини Melanopareiidae.

## Поширення
Вид поширений в Бразилії, на північному сході Болівії та на півночі Парагваю. Мешкає у вологих саванах серрадо.

## Опис
Птах завдовжки 14,5 см та вагою 12-24 г. Верх голови, спина, крила та хвіст коричневого забарвлення. Криюче пір'я з білим обідком. Від дзьоба по боках голови проходить тонка чорнувата смуга, яка розширюється в районі вушної області і спускається по боках шиї. Над нею розташована біла надбрівна смуга, над якою, в свою чергу, лежить тонка чорнувата лінія, яка відокремлює надбрівну смугу від коричневої вершини голови. Горло, груди та черево бежеві. Горло та груди відокремлені поперечні чорною смугою у формі півмісяця, що йде від одного плеча до іншого.